# Дъщерите на началника
„Дъщерите на началника“ е български 2-сериен телевизионен игрален филм (драма) от 1973 година на режисьора Неделчо Чернев, по сценарий на Стоян Даскалов. Оператор е Димо Коларов. Музиката във филма е композирана от Атанас Бояджиев, Петър Ступел.
„На героите от първото антифашистко въстание в света посвещаваме този филм“..

## Серии
- 1. серия – „Кита“ – 90 минути
- 2. серия – „Искра“ – 89 минути [2].

## Актьорски състав
| В главните роли               | Изпълнител        |
| ----------------------------- | ----------------- |
| Кита                          | Виолета Гиндева   |
| Искра                         | Сашка Братанова   |
| Владо                         | Марин Младенов    |
| околийският началник Драганов | Стефан Гецов      |
| Драганова                     | Катя Динева       |
| воденичарят                   | Асен Миланов      |
| командира                     | Богомил Симеонов  |
| Любен                         | Петър Чернев      |
| учителят                      | Васил Димитров    |
| Сийка                         | Мариана Димитрова |
|                               | Иван Янчев        |
|                               | Никола Дадов      |
|                               | Николай Узунов    |
|                               | Емил Стефанов     |
|                               | Виктор Данченко   |
|                               | Атанас Божинов    |
|                               | Ангел Алексиев    |
|                               | Мариана Пенчева   |
|                               | Сашо Симов        |
| майката на Искра              | Димитрина Савова  |
| попа                          | Георги Стоянов    |
|                               | Александър Лилов  |
|                               | Любомир Кирилов   |
|                               | Вълчо Камарашев   |
|                               | Никола Динев      |
|                               | Анани Янев        |
|                               | Кирил Велев       |
|                               | Димитър Йорданов  |
|                               | Йордан Андонов    |
|                               | Стфан Куюмджиев   |
|                               | Асен Чакъров      |
|                               | Ст. Габровски     |